# Syzygium spissum
Espèce
Synonymes
- Eugenia androsaemoides (L.) DC.[2]
- Myrtus androsaemoides L.[2]
- Syzygium androsaemoides (L.) Walp.[2]
- Syzygium spissum Alston[2]

Statut de conservation UICN

 VU B1+2c : Vulnérable
Syzygium spissum est une espèce de plantes à fleurs de la famille des Myrtaceae.
Selon Plants of the World Online, c'est un synonyme de Syzygium cordifolium subsp. spissum. Selon ce site, c'est un arbre trouvé au Sri Lanka où il pousse en milieu tropical à saison sèche.

## Publication originale
- A Hand-book to the Flora of Ceylon 6: 117. 1931.